# Équipe du Japon féminine de squash
L'équipe du Japon féminine de squash représente le Japon dans les compétitions internationales de squash et dirigée par la fédération japonaise de squash. Le squash étant un sport mineur au Japon, on arrive à des situations où les joueuses doivent payer leur billet d'avion comme aux championnats du monde par équipes 2010. 

## Équipe actuelle
- Satomi Watanabe
- Akari Midorikawa
- Mahiro Nishio
- Erisa Sano Herring

## Palmarès championnats du monde par équipes
| Année                    | Résultat             | Classement           | G                    | PL                   |
| ------------------------ | -------------------- | -------------------- | -------------------- | -------------------- |
| Birmingham 1979          | Pas de participation | Pas de participation | Pas de participation | Pas de participation |
| Toronto 1981             | Pas de participation | Pas de participation | Pas de participation | Pas de participation |
| Perth 1983               | Pas de participation | Pas de participation | Pas de participation | Pas de participation |
| Dublin 1985              | Pas de participation | Pas de participation | Pas de participation | Pas de participation |
| Auckland 1987            | Phase de poule       | 13e                  | 1                    | 6                    |
| Warmond 1989             | Pas de participation | Pas de participation | Pas de participation | Pas de participation |
| Sydney 1990              | Pas de participation | Pas de participation | Pas de participation | Pas de participation |
| Vancouver 1992           | Phase de poule       | 15e                  | 4                    | 3                    |
| Guernesey 1994           | Phase de poule       | 16e                  | 1                    | 4                    |
| Petaling Jaya 1996       | Phase de poule       | 20e                  | 2                    | 6                    |
| Stuttgart 1998           | Pas de participation | Pas de participation | Pas de participation | Pas de participation |
| Sheffield 2000           | Phase de poule       | 20e                  | 1                    | 6                    |
| Odense 2002              | Phase de poule       | 17e                  | 2                    | 4                    |
| Amsterdam 2004           | Phase de poule       | 19e                  | 0                    | 6                    |
| Edmonton 2006            | Phase de poule       | 14e                  | 1                    | 5                    |
| Le Caire 2008            | Phase de poule       | 12e                  | 2                    | 5                    |
| Palmerston North 2010    | Phase de poule       | 14e                  | 1                    | 5                    |
| Nîmes 2012               | Phase de poule       | 18e                  | 3                    | 3                    |
| Niagara-on-the-Lake 2014 | Pas de participation | Pas de participation | Pas de participation | Pas de participation |
| Issy-les-Moulineaux 2016 | Phase de poule       | 11e                  | 4                    | 3                    |
| Dalian 2018              | Poules               | 11e                  | 3                    | 3                    |
| Total                    | 13/21                | 0 titre              | 25                   | 59                   |

,